# Hanno Koffler
Hanno Koffler (* 25. března 1980 Berlín, Německo) je německý filmový a divadelní herec a hudebník.

## Život
Hanno Koffler se narodil v Berlíně. Dětství prožil v kulturní berlínské čtvrti Charlottenburg, kde ve svých devíti letech poprvé vystoupil na divadelních prknech v Schillertheater. V roce znovusjednocení Německa se rodina přestěhovala do Sasko-Anhaltska, kde v mládežnickém divadle dostal první hlavní role a definitivně se rozhodl pro hereckou profesi a divadlo dodnes neopustil. V roce 1994 založil spolu se svým bratrem Maxem Kofflerem hudební skupinu "Band Kerosin", ve které hrál na bicí nástroje. V roce 2001 získala kapela druhé místo v soutěži Emergenza.
Hanno Koffler studoval herectví na Vídeňském semináři Maxe Reinhardta, který ukončil v roce 2007. Během studia herectví přijal divadelní úlohy v Shakespearově dramatu Hamlet pod režijním vedením Klause Marii Brandauera ve vídeňském Burgtheateru a Snu noci svatojánské v rakouském Altaussee. V Mnichově hrál v divadelních hrách autorů Martina Walsera Überlebensgroß Herr Krotta a Elfriedy Jelinekové Bambiland. Za tato svá účinkování obdržel v roce 2007 v Salcburku cenu za nejlepší výkon mnichovského hereckého souboru a zároveň i druhou cenu na 4. mezinárodním festivalu divadelních škol ve Varšavě.
První filmovou roli dostal v krátkém filmu Mein lieber Herr Gesangsverein. Zahrál si po boku herečky Lisy Marie Potthoffové ve filmu režiséra Marco Kreuzpaintnera REC. Krátce na to měl svůj filmový debut ve filmu Anatomie 2, kde hrál složitou postavu Williho, trpícího dystrofií svalů. Následovaly další velké filmové role od režiséra Marco Kreuzpaintnera Ganz und gar a Letní bouře. V Letní bouři hraje sebevědomého emancipovaného gaye Malta.
V roce 2008 pokračoval Hanno Koffler ve své filmové kariéře hned třemi výraznými filmovými výkony. Účinkoval ve filmech Rudý baron a Krabat, ale za zmínku stojí především hlavní role ve filmu režisérky Brigitte Bertelové Nacht vor Augen – film se stal oficiálním příspěvkem k diskusi u kulatého stolu na mezinárodním fóru 58. ročníku berlínského festivalu Berlinale – a v roce 2013 oceněná hlavní role ve filmu režiséra Stephana Lacanta Volný pád.
Hanno Koffler vedle filmových rolí pokračoval i ve své divadelní kariéře. V roce 2010 hrál po boku slavné rakouské Erni Margoldové ve hře pro dvě osoby autora Wernera Koflera Tanzcafé Treblinka v divadle Nestroyhof ve Vídni. V divadelní sezóně 2010/2011 se stal stálým členem divadelního souboru Státního divadla Braunschweig, kde nepřetržitě hraje dodnes - mimo jiné Mellefonta v Lessingově hře Slečna Sára Simpsonová nebo Bricka ve hře Tennessee Williamse Kočka na rozpálené plechové střeše. V hlavní roli saxofonisty Heinze Strunka ve hře Fleisch ist mein Gemüse navíc vyniká v jazzovém hudebním orchestru Tiffanys ve hře na saxofon.
V současné době žije v Braunschweigu se svou životní partnerkou a má jednu dceru.

## Filmografie
| - 2000: Mein lieber Herr Gesangsverein (krátký film) - 2000: Family (krátký film) - 2002: REC – Kassettenjungs/Kassettenmädchen - role: Björn - 2002: Die Dickköpfe (TV) - role: Ricky Mühldorfer - 2003: Ganz und gar - role: Micha - 2003: Anatomie 2 - role: Willi Hauser - 2004: Sommersturm (Letní bouře) - role: Malte - 2004: Einsatz in Hamburg – Bei Liebe Mord (TV) - role: Mario Willut - 2004: Charlotte und ihre Männer (TV) - 2005: Hallesche Kometen - role: Ben - 2005: Tatort – Dunkle Wege - role: Malte Brüning - 2005: Rabenbrüder - role: Mark Kiefer - 2008: Der Rote Baron - role: Mark Kiefer - 2008: Krabat - role: Juro - 2008: Nacht vor Augen - role: David - 2009: Unter Strom - role: Frankie Huber - 2009: Tatort – Im Sog des Bösen (TV) - role: Moritz Fleiner, kandidát na komisaře - 2009: Jenseits der Mauer (TV) - role: Victor - 2009: Countdown – die Jagd beginnt (TV) - role: Roman Böttcher - 2010: Die Grenze (TV) - 2010: Keiner geht verloren (TV) - role: Max - 2011: Wer wenn nicht wir - role: Uli Ensslin - 2011: Eine lange Nacht - role: Hannes - 2012: Küstenwache (TV seriál) - role: Magnus Runge - 2012: Die Draufgänger (TV seriál) - role: Steven - 2012: Auslandseinsatz (TV) - role: Ronnie Klein - 2013: Freier Fall (Volný pád) - role: Marc Borgmann - 2013: Lotta & die frohe Zukunft (TV) - role: David Bülow | - 2014: Tatort – Zirkuskind (TV) - role: Robbi Sonner / kandidát na komisaře Moritz Fleiner / portýr - 2014: Marie Brand und das Mädchen im Ring - role: Ralle Schröder - 2014: Besondere Schwere der Schuld - role: Tom Barner - 2014: Coming In - role: Adrian - 2015: Max e Hélène - role: Hans Berk - 2015: Härte - role: Andy - 2015: Meister des Todes - role: Zierler, Peter - 2015: Engel unter Wasser (TV) - role: Kommissar Lubosch - 2015: Treppe Aufwärts - role: Adam - 2016: Die Dasslers (TV) - role: Rudi Dassler - 2017: Toter Winkel (TV) - role: Thomas Holzer - 2017: Tod im Internat (TV mini-serie) - role: Sellinger - 2018: Tatort: Bausünden (TV seriál) - role: Lars Baumann - 2018: Werk ohne Autor - role: Günter Preusser - 2018: Wach - role: Proll - 2018: Beat (TV seriál) - role: Paul - 2018: Der Pass (TV seriál) - role: Claas Wallinger - 2019: Idioten der Familie - role: N.N. - 2019: Zielfahnder – Blutiger Tango - role: Lars Röwer - 2020: Babylon Berlín (TV seriál) - role: Walther Stennes - 2020: Das Geheimnis des Totenwaldes (TV seriál) – role: Jürgen Becker - 2021: Plötzlich so still (TV film) - role: Ludger Ambach |

## Ocenění
- 2008: cena německé filmové kritiky za nejlepší filmový herecký debut ve filmu "Nacht vor Augen"
- 2008: cena za nejlepší mužský herecký výkon ve filmu "Nacht vor Augen" na filmovém festivalu v Durbanu, Jižní Afrika
- 2009: předběžný výběr na "Německou filmovou cenu" v kategorii "nejlepší herecký výkon - mužská hlavní role" za film "Nacht vor Augen"
- 2009: cena Franze Hofera "Filmového domu" v Saarbrückenu za herecký výkon ve filmu "Nacht vor Augen"
- 2013: filmová cena Güntera Rohrbacha (zvláštní cena primátora města Neukirchen) za roli Marca Borgmanna ve filmu "Volný pád" (Freier Fall) spolu se svým hereckým partnerem Maxem Riemeltem
- 2014: nominace na "Německou filmovou cenu" v kategorii "nejlepší herecký výkon - mužská hlavní role" za film "Volný pád" (Freier Fall)
- 2015: nominace na "Německou filmovou cenu" v kategorii "nejlepší herecký výkon - mužská hlavní role" za film "Härte"
- 2016: cena Bernda Burgemeistera za přínos ve dvoudílném televizním filmu "Die Dasslers"
- 2017: nominace na mediální cenu lidských práv Amnesty International za film "Meister des Todes"
- 2017: nominace Německé televizní akademie za nejlepší mužský herecký výkon v hlavní roli ve filmu "Die Dasslers - Pioniere, Brüder und Rivalen"